# Ксенія Міласька
Ксенія Міласька або Ксенія Римлянка (д/н — 450) — диякониса монастиря у м. Мілас в Карії у часи занепаду Римської імперії, ранньо-християнська свята.

## Життєпис
24 січня Церква вшановує пам'ять преподобної Ксенії Римлянки — святої, що жила в далекому V столітті. При народженні її назвали Євсевія, і вона була єдиною дочкою знатного римського сенатора. З юності дівчина була дуже побожною й прагнула присвятити своє життя Богові. Але її батьки підготували для неї інше майбутнє: знайшли нареченого та запланували пишне весілля. Щоб уникнути шлюбу, дівчина таємно втекла з батьківського дому з двома відданими служницями. Вони кораблем прибули на малозаселений острів Коа, де зупинились на окраїні поселення. Тоді Євсевія і змінила своє ім'я на Ксенію, що означає «подорожня»: «Прошу вас, задля Господа, сестри мої, бережімо таємницю нашу, не сповіщаймо нікому ж про батьківщину нашу і наміри, чому з дому вийшли і як називаємося, щоб за ім'ям моїм, як же називаюся, і за батьківщиною, звідки вийшли, шукаючи, не знайшли мене батьки мої… Якщо ж хтось спитає вас ім'я моє, скажіть, що називаюся Ксенія, що означає подорожня. Бо, як же бачите, подорожую, залишивши дім і батьків задля Бога. І відтепер ані ви не кличте мене Євсевією, але Ксенією, бо не маю тут місця для перебування, але подорожую в житті цьому з вами разом, про майбутнє турбуючись» (так йдеться у «Житії святих» святителя Димитрія Туптала (Ростовського).
На острові вони зустріли отця Павла, ігумена монастиря святого Андрія Першозваного в місті Миласі, який став духовним провідником Ксенії і її двох служниць. З острова Коа вони подалися до Миласі, де Ксенія придбала невеликий будинок і переобладнала його на монастир. З часом до Ксенії почали долучатися й інші жінки, які хотіли провадити чернечий спосіб життя.
Коли прийшов кінець її земного шляху, вона попрощалася з сестрами і надовго залишалась в церкві сама, молячись перед розп'яттям. В час упокоєння Ксенії над монастирем з'явився блискучий хрест у сяючому вінку, який супроводжував похоронну процесію аж до місця поховання праведної черниці. Там, біля поховання великої подвижниці, яка спочила не пізніше 457 року, відбулося багато чудесних зцілень.